# Оксид-хлорид мышьяка(III)
Оксид-хлорид мышьяка(III) — неорганическое соединение,
оксосоль мышьяка и соляной кислоты с формулой AsOCl,
коричневая вязкая масса.

## Получение
- Сплавление стехиометрических количеств оксида и хлорида мышьяка(III):

{\displaystyle {\mathsf {As_{2}O_{3}+AsCl_{3}\ \xrightarrow {T} \ 3AsOCl}}}

## Физические свойства
Оксид-хлорид мышьяка(III) образует коричневую вязкую массу.
Является неорганическим полимером, имеет строение [-As(Cl)-O-]n.